# Berdejo
Berdejo – gmina w Hiszpanii, w prowincji Saragossa, w Aragonii, o powierzchni 19,39 km². W 2011 roku gmina liczyła 63 mieszkańców.